# Saison 2019-2020 du Paris Saint-Germain Handball
Maillots
Chronologie
Saison 2018-2019 Saison 2020-2021
Dernière mise à jour : 6 Juin 2019.
La saison 2019-2020 du Paris Saint-Germain Handball est la 32e saison en première division depuis 1985.

## Pré-saison

### Transferts
| Année                  | Nom | Nom                     | Poste          | Provenance/Destination | Provenance/Destination | Durée                 |
| ---------------------- | --- | ----------------------- | -------------- | ---------------------- | ---------------------- | --------------------- |
| Arrivées               |     |                         |                |                        |                        |                       |
| 2019                   |     | Vincent Gérard          | Gardien de but |                        | Montpellier Handball   | 3 ans                 |
| 2019                   |     | Guðjón Valur Sigurðsson | Ailier gauche  |                        | Rhein-Neckar Löwen     | 1 an                  |
| 2019                   |     | Kamil Syprzak           | Pivot          |                        | FC Barcelone           | 2 ans                 |
| Départs                |     |                         |                |                        |                        |                       |
| 2019                   |     | Thierry Omeyer          | Gardien de but | Fin de carrière        | Fin de carrière        | Fin de carrière       |
| 2019                   |     | Uwe Gensheimer          | Ailier gauche  |                        | Rhein-Neckar Löwen     | 3 ans                 |
| 2019                   |     | Luka Stepančić          | Arrière droit  |                        | SC Pick Szeged         | 2 ans                 |
| Premiers contrats pros |     |                         |                |                        |                        |                       |
| 2019                   |     | Edouard Kempf           | Ailier droit   | 3 ans (jusqu'en 2022)  | 3 ans (jusqu'en 2022)  | 3 ans (jusqu'en 2022) |
| 2019                   |     | Robin Dourte            | Pivot          | 3 ans (jusqu'en 2022)  | 3 ans (jusqu'en 2022)  | 3 ans (jusqu'en 2022) |

### Effectif
Note : Est indiqué comme étant en sélection nationale tout joueur ayant participé à au moins un match avec une équipe nationale lors de la saison 2019-2020.

## Compétitions

### Trophée des Champions
Le Trophée des champions s'est déroulé le 31 août dans le Palais des sports de Beaublanc de Limoges.
| Tour                    | Date       | Diffusion TV | Club recevant                | Score   | Club visiteur        | Rapport          |
| Finale                  | 31.08.2019 |              | Paris Saint-Germain Handball | 34 - 27 | Montpellier Handball | Feuille de match |
| VAINQUEUR (4e victoire) |            |              |                              |         |                      |                  |

Pour cette édition 2019, une nouvelle formule a été mise en place par la Ligue nationale de handball : une seule rencontre oppose désormais le champion de France et le vainqueur de la Coupe de la Ligue ou, à défaut, le deuxième du championnat.
Le Paris Saint-Germain Handball, étant champion de France et vainqueur de la coupe de la Ligue, son adversaire est le Montpellier Handball, deuxième du championnat.

### Coupe de la Ligue
| Tour                                                                                  | Date       | Diffusion TV | Club recevant                | Score   | Club visiteur        | Rapport          |
| Exempté de premier tour                                                               |            |              |                              |         |                      |                  |
| 1/4                                                                                   | 04.12.2019 |              | Paris Saint-Germain Handball | 34 - 30 | Montpellier Handball | Feuille de match |
| 1/2                                                                                   | 14.03.2020 |              | Paris Saint-Germain Handball | ANNULÉ  | Fenix Toulouse       | Feuille de match |
| la Coupe de la Ligue 2019-2020 annulée à cause de l'épidémie de coronavirus COVID-19. |            |              |                              |         |                      |                  |

La phase finale (Final Four) se déroule au cours d'un même week-end, les 14 et 15 mars 2020, dans la Antarès, au Mans

### Coupe de France
| Tour                                                                               | Date          | Diffusion TV | Club recevant                   | Score   | Club visiteur       | Rapport          |
| 16e                                                                                | 08.12.2019    |              | Pontault-Combault Handball (D2) | 26 - 28 | Paris-Saint-Germain | Feuille de match |
| 1/8                                                                                | 31.01.2020    |              | Gazélec Ajaccio (N1)            | 25 - 39 | Paris-Saint-Germain | Feuille de match |
| 1/4                                                                                | 08.03.2020    |              | Paris-Saint-Germain             | 32 - 21 | Dunkerque HGL       | Feuille de match |
| 1/2                                                                                | 04-05.04.2020 |              | Paris-Saint-Germain             | ANNULÉ  | Montpellier HB      | Feuille de match |
| la Coupe de France 2019-2020 annulé à cause de l'épidémie de coronavirus COVID-19. |               |              |                                 |         |                     |                  |

| Légende : | : La chaîne l'Équipe |  |

### Championnat
| Journée             | Date       | Diffusion TV | Club recevant       | Score   | Club visiteur       | Classement (sur 14) | Rapport          |
| MATCHS ALLERS       |            |              |                     |         |                     |                     |                  |
| J1                  | 04.09.2019 |              | Istres Provence HB  | 25 - 35 | Paris-Saint-Germain | 2e                  | Feuille de match |
| J2                  | 11.09.2019 |              | Paris-Saint-Germain | 32 - 29 | HBC Nantes          | 1er                 | Feuille de match |
| J3                  | 18.09.2019 |              | C' Chartres MHB     | 30 - 36 | Paris-Saint-Germain | 1er                 | Feuille de match |
| J4                  | 25.09.2019 |              | Paris-Saint-Germain | 34 - 28 | Fenix Toulouse      | 1er                 | Feuille de match |
| J5                  | 03.10.2019 |              | USAM Nîmes Gard     | 28 - 31 | Paris-Saint-Germain | 1er                 | Feuille de match |
| J6                  | 09.10.2019 |              | Paris-Saint-Germain | 32 - 29 | Chambéry SMB HB     | 1er                 | Feuille de match |
| J7                  | 16.10.2019 |              | US Ivry HB          | 24 - 30 | Paris-Saint-Germain | 1er                 | Feuille de match |
| J8                  | 06.11.2019 |              | Paris-Saint-Germain | 36 - 23 | Pays d'Aix UCH      | 1er                 | Feuille de match |
| J9                  | 13.11.2019 |              | Paris-Saint-Germain | 35 - 30 | Montpellier HB      | 1er                 | Feuille de match |
| J10                 | 20.11.2019 |              | US Créteil          | 29 - 38 | Paris-Saint-Germain | 1er                 | Feuille de match |
| J11                 | 27.11.2019 |              | Paris-Saint-Germain | 39 - 26 | St-Raphaël VHB      | 1er                 | Feuille de match |
| J12                 | 11.12.2019 |              | Tremblay HB         | 32 - 41 | Paris-Saint-Germain | 1er                 | Feuille de match |
| J13                 | 18.12.2019 |              | Paris-Saint-Germain | 36 - 25 | Dunkerque HGL       | 1er                 | Feuille de match |
| MATCHS RETOURS      |            |              |                     |         |                     |                     |                  |
| J14                 | 06.02.2020 |              | Fenix Toulouse      | 28 - 36 | Paris-Saint-Germain | 1er                 | Feuille de match |
| J15                 | 12.02.2020 |              | Pays d'Aix UCH      | 28 - 38 | Paris-Saint-Germain | 1er                 | Feuille de match |
| J16                 | 19.02.2020 |              | Paris-Saint-Germain | 39 - 26 | US Créteil          | 1er                 | Feuille de match |
| J17                 | 27.02.2020 |              | HBC Nantes          | 29 - 29 | Paris-Saint-Germain | 1er                 | Feuille de match |
| J18                 | 05.03.2020 |              | Paris-Saint-Germain | 39 - 29 | USAM Nîmes Gard     | 1er                 | Feuille de match |
| J19                 | 18.03.2020 | -            | Dunkerque HGL       | Annulé  | Paris-Saint-Germain | 1er                 | -                |
| J20                 | 25.03.2020 | -            | Paris-Saint-Germain | Annulé  | Istres Provence HB  | 1er                 | -                |
| J21                 | 01.04.2020 | -            | Paris-Saint-Germain | Annulé  | C' Chartres MHB     | 1er                 | -                |
| J22                 | 08.04.2020 | -            | St-Raphaël VHB      | Annulé  | Paris-Saint-Germain | 1er                 | -                |
| J23                 | 22.04.2020 | -            | Paris-Saint-Germain | Annulé  | US Ivry HB          | 1er                 | -                |
| J24                 | 06.05.2020 | -            | Montpellier HB      | Annulé  | Paris-Saint-Germain | 1er                 | -                |
| J25                 | 13.05.2020 | -            | Chambéry SMB HB     | Annulé  | Paris-Saint-Germain | 1er                 | -                |
| J26                 | 20.05.2020 | -            | Paris-Saint-Germain | Annulé  | Tremblay HB         | 1er                 | -                |
| CHAMPION (7e titre) |            |              |                     |         |                     |                     |                  |

| Légende : | Victoire |  |  | Nul |  |  | Défaite |  |  | Score du club |  | : BeIn Sports |  |

Buts marqués par journée
Ce graphique représente le nombre de buts marqués lors de chaque journée du championnat.

### Ligue des champions
| Phase de groupe (Groupe A)                                  | RK Zagreb              | 14.09.2019 | (E) 29 - 37 | 01.03.2020                  | (D) 37 - 26                 | Phase de groupes de la Ligue des champions masculine de l'EHF 2019-2020 |
| Phase de groupe (Groupe A)                                  | SC Pick Szeged         | 22.09.2019 | (D) 35 - 30 | 16.02.2020                  | (E) 32 - 29                 | Phase de groupes de la Ligue des champions masculine de l'EHF 2019-2020 |
| Phase de groupe (Groupe A)                                  | Elverum Handball       | 28.09.2019 | (E) 22 - 25 | 22.02.2020                  | (D) 31 - 25                 | Phase de groupes de la Ligue des champions masculine de l'EHF 2019-2020 |
| Phase de groupe (Groupe A)                                  | RK Celje               | 13.10.2019 | (D) 27 - 18 | 09.02.2020                  | (E) 29 - 33                 | Phase de groupes de la Ligue des champions masculine de l'EHF 2019-2020 |
| Phase de groupe (Groupe A)                                  | FC Barcelone           | 19.10.2019 | (E) 36 - 32 | 01.12.2019                  | (D) 32 - 35                 | Phase de groupes de la Ligue des champions masculine de l'EHF 2019-2020 |
| Phase de groupe (Groupe A)                                  | Aalborg Håndbold       | 02.11.2019 | (D) 37 - 24 | 24.11.2019                  | (E) 29 - 32                 | Phase de groupes de la Ligue des champions masculine de l'EHF 2019-2020 |
| Phase de groupe (Groupe A)                                  | SG Flensburg-Handewitt | 06.11.2019 | (E) 29 - 30 | 17.11.2019                  | (D) 32 - 30                 | Phase de groupes de la Ligue des champions masculine de l'EHF 2019-2020 |
| 1/8 de finale                                               | Dinamo Bucarest        | 22.03.2020 | ANNULÉ      | 28.03.2020                  | ANNULÉ                      | -                                                                       |
| 1/4 de finale                                               | RK Celje ou KS Kielce  | 25.04.2020 | ANNULÉ      | 03.05.2020                  | ANNULÉ                      | -                                                                       |
| Le Final Four dans la Lanxess Arena de Cologne en Allemagne |                        |            |             |                             |                             |                                                                         |
| 1/2 finale                                                  |                        | 28.12.2020 | -           | feuilles de match du Final4 | feuilles de match du Final4 | feuilles de match du Final4                                             |
| Finale ou 3ème                                              |                        | 29.12.2020 | -           | feuilles de match du Final4 | feuilles de match du Final4 | feuilles de match du Final4                                             |
| -                                                           |                        |            |             |                             |                             |                                                                         |

| Légende : | Victoire |  |  | Nul |  |  | Défaite |  |  | (D) : match à domicile |  | (E) : match à l'extérieur |